# 프레데터 (가공의 생물)

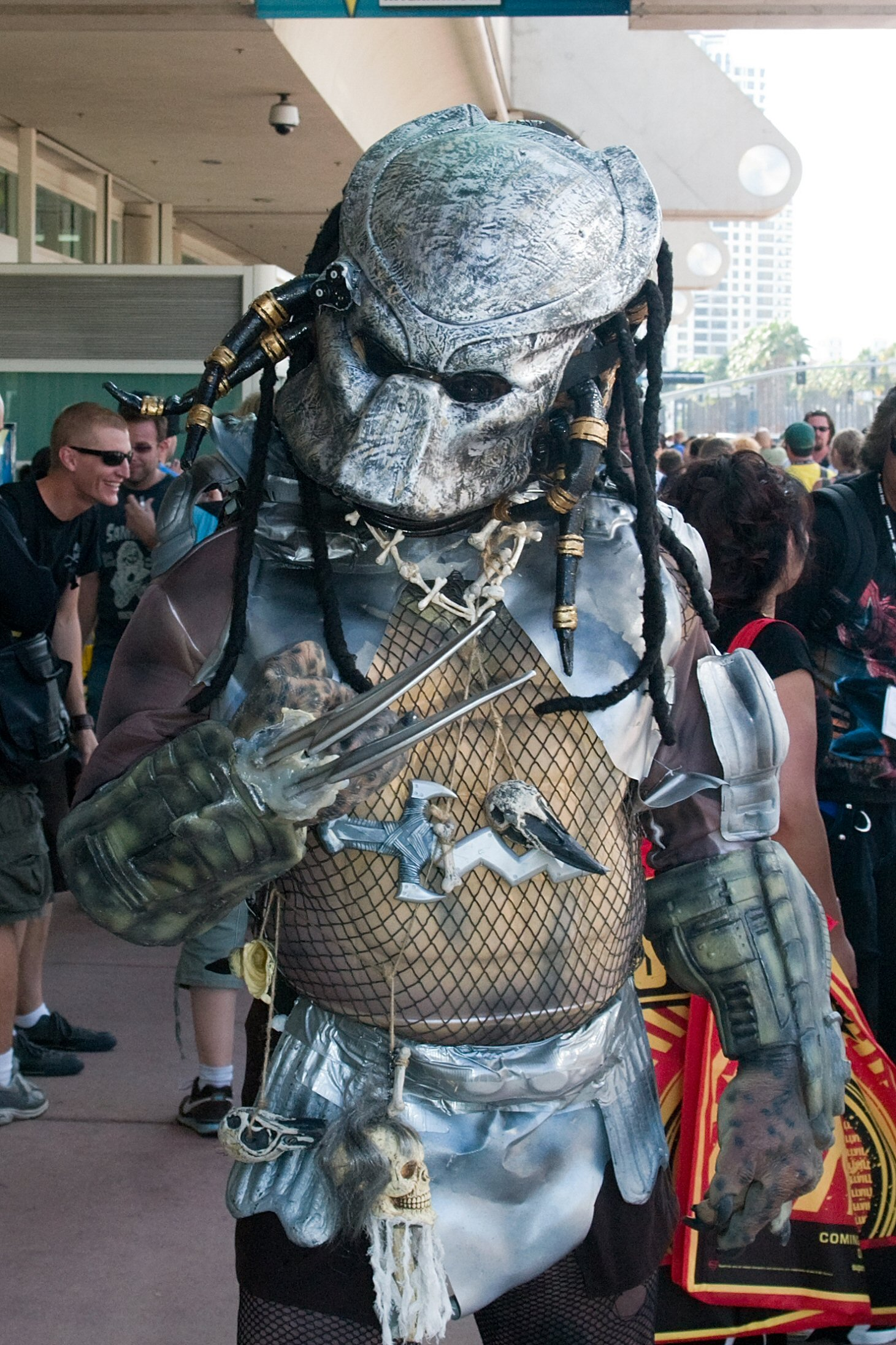
프레데터

프레데터(Predator)는 영화 프레데터 및 에일리언 vs 프레데터 시리즈에 등장하는 가공의 외계 종족이다. 만화, 소설, 게임등에도 등장하였다. 일부 만화에서는 비공식 명칭인 욧챠(Yautja), 히시(Hish)라고도 한다.

## 개요
우주의 여러 별들을 떠돌아 다니고, 그 별에서 살고 있는 맹수나 생물체를 사냥하여 포획하는 취미를 가진 인간형 지적 생명체이다. 명칭의 유래는 포식자와 포식 동물(프레데터)에서 따왔다. 전고는 보통 2.2~2.3m 중량은 200~250kg으로 알려져 있다.
고도의 과학기술을 가졌음에도 불구하고, 경이적인 신체 능력을 살리는 백병전을 좋아한다. 다만 이 설정이 각 개인마다 다르게 되어 있다. 제 1탄에서는 칼을 사용한 근접 격투전은 이야기 후반에 집중되어 있고, 전체적으로 열선 총기로 인간을 공격하여 잡는 씬 쪽이 많다. 광학 미채 장치에 의해 몸을 숨기면서 인간을 쏘아 죽이는 등, 프레데터의 백병전은 지구인의 동물 사냥에 가깝다고 할 수 있다. 또, 사냥할 때의 스타일 역시 개인차가 있는 것 같고, 프레데터 2에서는 다채로운 무기를 구사하여, 여러 명이 모여 있을 때 습격을 하여 그 자리에 있는 무기를 가지고 여러 명을 몰살하는 등의 차이를 볼 수 있다. 그렇지만(일부러 총으로 인간을 1명씩 쏘아 죽이지 않고) 정리하여 죽일 수 있는 대량 파괴 공격은 자폭 이외에서는 하지 않고, 또 프레데터2 및 에일리언 vs 프레데터에서는 동료가 인간이나 에일리언 퀸에 살해 당하고 있을 때 돕지 않고 지켜 보고 있던 모습이 싸움에 그들만의 방침을 가지고 있는 것 같다.
영화 공개 당시 외계인이 지구를 침략하는 SF 영화면 로봇이나 초 하이테크 병기를 사용하여 대규모로 인간들을 죽이거나, 에일리언과 같이 오로지 인간을 습격하는 맹수형 외계 생물체가 나오는 것이 당연하였다. 그 때문에 프레데터와 같이 고도의 지능을 가지면서 원시적인 살육을 좋아하는 야만스러운 외계인은 참신했다. 고도의 문명이지만 야만스러운 문화를 가진 외계인 캐릭터는 그 이후 맨 인 블랙 등 SF 영화에 많이 등장하였다.
또, 전장에서 발하는 기운이 있으면 출현하는 경향이 있다. 이것은, 그들이 총기를 가진 위험한 사냥감을 잡는 것으로 큰 의의를 느끼고 있는 것으로, 프레데터의 고향 행성의 생식 환경이 고온인 것으로 설정되어, AVP2 에일리언 vs 프레데터에서는 크고 작은 2개의 행성으로 비추어졌고 지표의 각지에서 마그마가 흐르는 혹성으로서 묘사되어 있다. 독자적인 문자 체계를 가지고 있다. 어디까지나 작품 외의 설정이지만, 인류가 사용하는 알파벳과 숫자로 옮겨 적을 수 있다.
프레데터즈에서는 프레데터족에도 여러 하위종족이 있으며, 인간의 언어를 상당부분 이해하는 것으로 묘사되어 있다.

## 랭크
영 블러드
블러디드
엘리트
배드 블러드

## 부족
정글 헌터 클랜
L.A 헌팅 파티
영 블러드 클랜
엘리트 클랜
다크 블레이드 클랜
킬러즈
슈퍼 프레데터 클랜

## 일반 클래스
브라울러
워리어
헌터
스토커
버서커
트래커/플러셔
팔코너
엘더
에이션트
에일리언

## 엘리트 클래스
스피어 마스터
디스크 마스터
하이드라
블레이저
뱅가드

## 네임드
정글 헌터
시티 헌터
프린스
스카
켈틱
쵸퍼
울프
다크
클로
스파르탄
스카페이스
스위프트 나이프
롱 스피어
스톤 하트

## 등장 작품

### 영화
- 프레데터
- 프레데터2
- 프레데터스(Predetaors)
- 더 프레데터 (영화)
- 에일리언 vs 프레데터
- 에일리언 vs 프레데터2

### 게임
- 에일리언 vs 프레데터 (비디오 게임)
- 에일리언 vs 프레데터 (캡콤)

## 같이 보기
- 에일리언 (가공의 생물)